# Alberto Sambonifacio
Alberto Sambonifacio (... – 1135) è stato un nobiluomo italiano.

## Biografia
Membro della famiglia Sambonifacio, era feudatario di Matilde di Canossa. Alla morte della contessa, papa Onorio II lo creò marchese e capo dei vassalli della famiglia Canossa.
Con lui si estinse la linea della casata residente a San Bonifacio. Il titolo di conte di Verona, divenuto praticamente onorifico vista l'istituzione del libero comune (1135), passò al ramo residente a Ronco.